# Cantón de Drulingen
El cantón de Drulingen era una división administrativa francesa, que estaba situada en el departamento de Bajo Rin y la región de Alsacia.

## Composición
El cantón estaba formado por veintitrés comunas:
- Adamswiller
- Asswiller
- Baerendorf
- Berg
- Bettwiller
- Burbach
- Bust
- Diemeringen
- Drulingen
- Durstel
- Eschwiller
- Eywiller
- Gœrlingen
- Gungwiller
- Hirschland
- Kirrberg
- Mackwiller
- Ottwiller
- Rauwiller
- Rexingen
- Siewiller
- Thal-Drulingen
- Volksberg
- Waldhambach
- Weislingen
- Weyer

## Supresión del cantón de Drulingen
En aplicación del Decreto nº 2014-185 de 18 de febrero de 2014, el cantón de Drulingen fue suprimido el 22 de marzo de 2015 y sus 23 comunas pasaron a formar parte del nuevo cantón de Ingwiller.